# Miguel Peres
Miguel Peres Duque de Souza, mais conhecido como Miguel Peres (Maringá, 10 de abril de 2001), é um jogador brasileiro profissional de Tênis de Praia que se fez sua estreia no profissional em 2018. E é considerado pela crítica especializada um dos melhores atletas brasileiro desta modalidade, com conquistas nacionais e também internacionais. E inclusive já é patrocinado por uma grande marca esportiva da Itália.

## Conquistas
Miguel Peres, conquistou em 2019, na cidade da Califórnia o título de campeão da Etapa do Circuito Mundial da ITF (International Tennis Federation) um dos principais torneios esportivos de Tênis de Praia dos Estados Unidos da América .
Em 2022 sagrou-se campeão das etapas do Circuito Mundial da ITF (International Tennis Federation) BT10 e BT50 no Brasil, em Mossoró.